# Asura manusi
Asura manusi là một loài bướm đêm thuộc phân họ Arctiinae, họ Erebidae.